# Visvaldis
Visvaldis va ser un noble Latgalià duc del principat de Jersika durant els segles xii i xiii. A la Crònica d'Enric de Livònia se l'anomena rei (rex). Pertany a la dinastia ruríkida.